# 广场西侧路
39°54′12″N 116°23′22″E / 39.90329°N 116.38957°E
广场西侧路是中国北京市东城区西部的一条道路，仅限北向南行驶。

## 历史
人民大会堂修建前，其所在位置东侧的南北向道路称西皮市，以销售皮子的集市而得名。1959年天安门广场及人民大会堂建成，在二者之间形成了如今的广场西侧路。广场西侧路为南北走向。广场西侧路以西，分别为人民大会堂、大陆银行旧址等建筑。广场西侧路以东，为天安门广场、毛主席纪念堂。

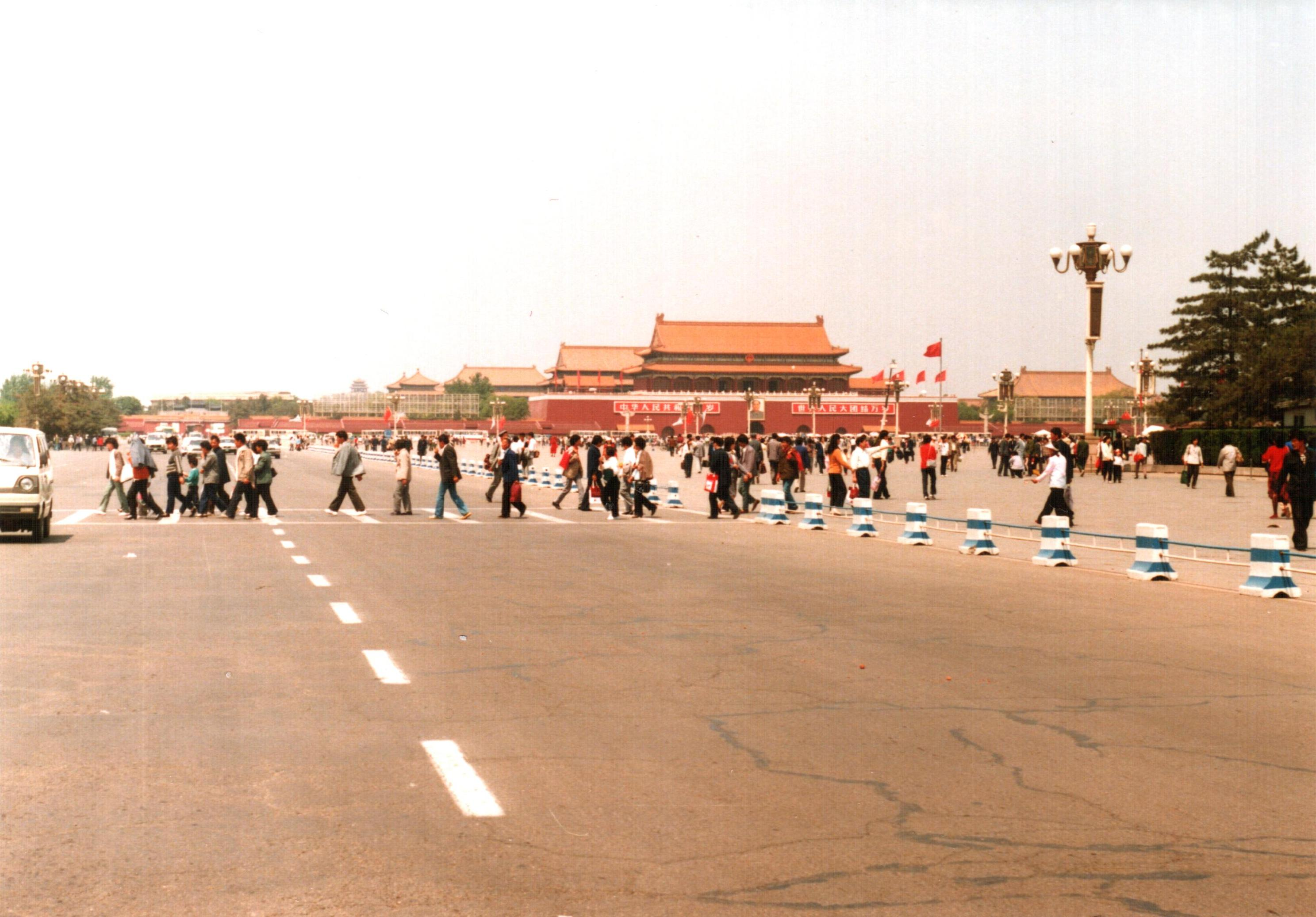
1988年的广场西侧路
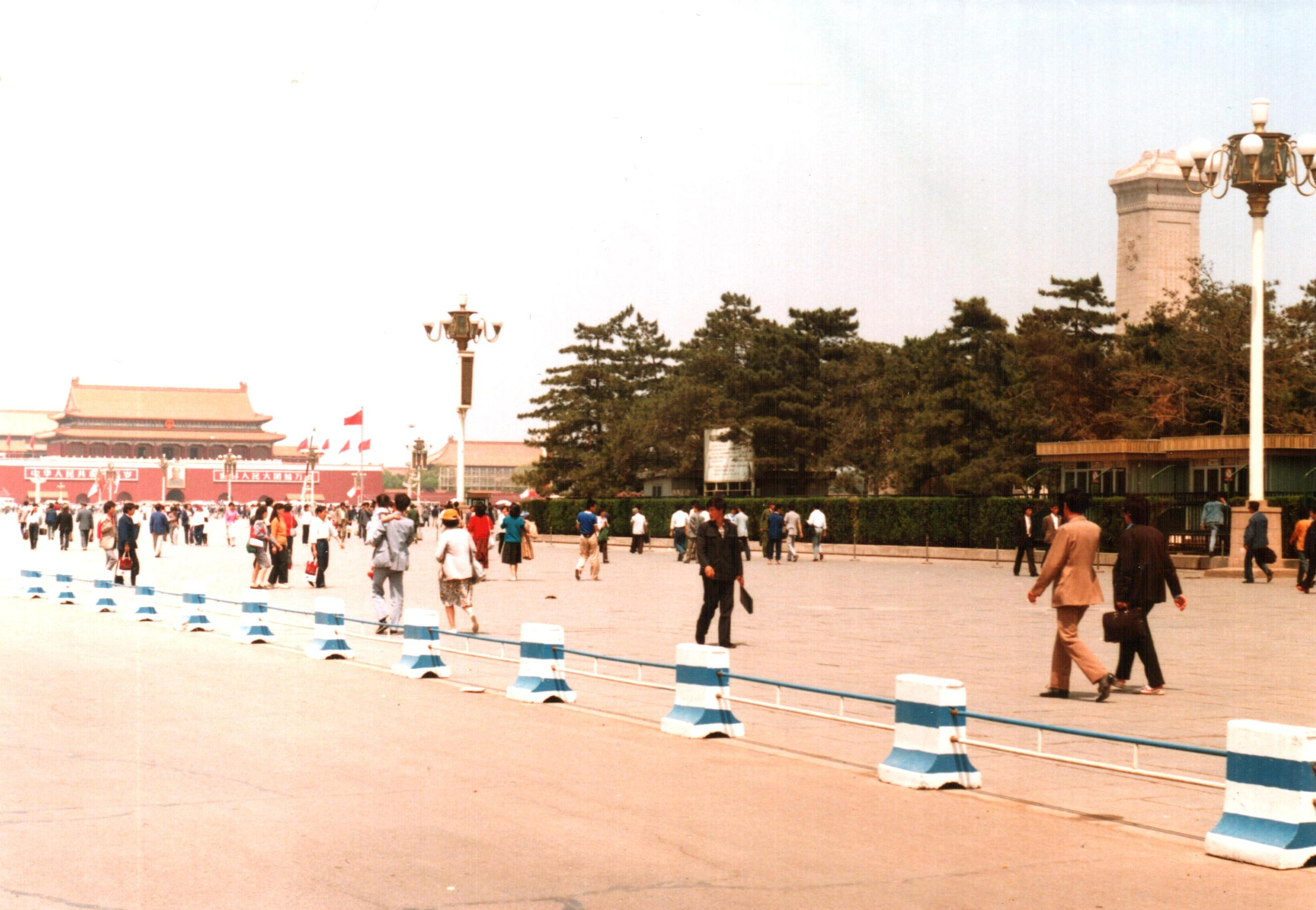
1988年的广场西侧路